# Ческе Будейовице (окръг)
Окръг Ческе Будейовице (на чешки: Okres České Budějovice) е един от 7-те окръга на Южночешкия край на Чехия. Административен център е едноименният град Ческе Будейовице. Площта на окръга е 1 638,30 km², а населението – 187 881 жители (гъстотата на населението е 114,68 души на 1 km²). В окръга има 109 населени места, в това число 9 града.